# Sandro Kopp
 (février 2020).
Si vous disposez d'ouvrages ou d'articles de référence ou si vous connaissez des sites web de qualité traitant du thème abordé ici, merci de compléter l'article en donnant les références utiles à sa vérifiabilité et en les liant à la section « Notes et références ».
Sandro Kopp est un artiste né le 14 février 1978 à Heidelberg, en Allemagne, d'origine néo-zélandaise et allemande. Il est principalement connu pour les portraits peints via Skype. 

## Biographie
Kopp a grandi en Allemagne et a obtenu Abitur avec pour matières principales les beaux-arts et l'anglais, en 1998. Il a ensuite émigré en Nouvelle-Zélande, le pays d'origine de sa mère, en 2000, où il a vécu et étudié à Wellington.
Kopp entretient une relation avec l'actrice Tilda Swinton depuis 2004.
Depuis 2006, il est installé à Nairn dans la région des Highlands en Écosse, travaillant principalement sur des portraits à l'huile de sa famille et de ses amis peints à partir de conversations Skype.

## Carrière
Le travail de Kopp a été exposé à l'international :
- Décembre 2015, Feedbackloop, Five Eleven, New York
- Décembre 2014, Sono Qui, Otto Zoo, Milan
- Mai 2014, Analogue, Galerie Antoine Laurentin, Paris
- Juin 2013, Cinematic Visions, Victoria Miro Gallery, Londres
- Octobre 2013, Fiercely Loved, Timothy Everest, Londres
- Octobre 2012, Mediated Presence, 6 Fitzroy Square, Londres
- Janvier 2012, There You Are., Lehmann Maupin, New York
- Novembre 2011, Krauts Projects: Insights II, Kunst/Halle, Heidelberg, Allemagne
- Mai 2011, Being with You, IST festival, Istanbul, Turquie
- Décembre 2010, Krauts Projects: Insights, Kunst/Halle, Heidelberg, Allemagne
- Novembre 2010, Artist Residency, TSKW, Florida
- Octobre 2010, Not a Still Frame, Brachfeld Gallery, Paris
- Mars 2009, Krauts Projects: Go Figure, Frankfurt, Allemagne
- Mai 2008, Present, HP Garcia Gallery, New York
- Avril 2008, Krauts Projects: Creative Clash, Mannheim Castle, Allemagne
- Mars 2008, Scottish National Portrait Gallery, Edimbourg, BP Awards
- Novembre 2007, Junge Kunst 69, Heidelberger Kunstverein, Allemagne
- Juin 2007, National Portrait Gallery, London, BP Awards